# لغات القرآن للفراء
لغات القرآن للفراء،هو كتاب لمؤلفه: يحيى بن زياد بن عبد الله بن منظور، أبو زكريا الفراء، من أهل الكوفة، كتب في معاني القرآن وعلومه، وهو إمام في العربية، وقد أمره الخليفة المأمون بالتأليف في أصول النحو وما سمع من العرب ففعل، توفي ببغداد. سنة (207 هـ).
والكتاب يتكلم عن اللغات الواردة في كلمات القرآن الكريم، ويعد من أقدم الكتب المؤلفة في هذا الباب، إلا أن الكتاب لم يصلنا كاملا، بل النسخة الموجودة ناقصة من بدايتها، فجاء الكتاب دون مقدمة المؤلف، والموجود يبدأ بذكر لغة في قوله تعالى: {الْحَمْدُ لِلَّهِ} [الفاتحة: 2]، فذكر أن نفرا من ربيعة قرؤوا يضم لام «لله»، والكتاب ليس مختصا بالقراءات الواردة في الكلمة، وإنما يأخذ كلمات القرآن ويذكر من نطق في مثلها بغير المكتوب في القرآن، سواء كانت تلك اللغة قراءة من القراءات في الكلمة أو أن تلك اللغة لا يقرأ بها الكلمة من القرآن.
ومن ميزات الكتاب: أنه من أقدم الكتب التي اهتمت بلغات العرب في كلمات القرآن، وأنه من المصادر المهمة لمعرفة لغات العرب واختلافهم في نطق الكلمات، كما أنه من الكتب المهمة في توجيه القراءات، فإن اللغة الواردة في الكلمة إن كانت قراءة من القراءات بين وجهها ومعناها، وذلك مثل قوله: «ومَن قَرَأَ: {مَلِك}؛ فإن معناه غيرُ معنى {مَالِك}، وهما متقاربان، فأما {مَلِك} فهو في معنى المُلْكِ، كقولِه: {لِمَنِ الْمُلْكُ الْيَوْمَ}، ومَن قَرَأَ: {مَالِك}؛ فإنه يريدُ -واللهُ أعلمُ-: حاكمٌ ومُجَازٍ بالدينِ» 

## موضوعات الكتاب
الكتاب وردنا دون مقدمة، فلا ندري إن كان المؤلف قد قدم للكتاب بمقدمة عن اللغات أو القراءات، أما الموجود بين يدينا اليوم فهي جزء من سورة الفاتحة إلى نهاية القرآن، مرتبا حسب سور القرآن.

## منهج المؤلف في الكتاب
1. يبدأ السورة مباشرة بذكر الكلمة التي وردت فيها لغات مختلفة.
2. يعلق على الكلمة ويذكر اللغات من عند نفسه.
3. يرجع إلى كثير من العلماء الذين سبقوه، فيروي عنهم.

## ميزات الكتاب
- من أقدم الكتب التي اهتمت بلغات العرب في كلمات القرآن.
- من المصادر المهمة لمعرفة لغات العرب واختلافهم في نطق الكلمات.
- من الكتب المهمة في توجيه القراءات، فإن اللغة الواردة في الكلمة إن كانت قراءة من القراءات بين وجهها ومعناها، وذلك مثل قوله: «ومَن قَرَأَ: {مَلِك}؛ فإن معناه غيرُ معنى {مَالِك}، وهما متقاربان، فأما {مَلِك} فهو في معنى المُلْكِ، كقولِه: {لِمَنِ الْمُلْكُ الْيَوْمَ}، ومَن قَرَأَ: {مَالِك}؛ فإنه يريدُ -واللهُ أعلمُ-: حاكمٌ ومُجَازٍ بالدينِ» [كتاب فيه لغات القرآن، أبو زكريا يحيى الفراء، ضبطه: جابر السريع (ص: 5-6)]
- الكتاب فيه شواهد شعرية كثيرة، فهو مميز في هذا الباب ومصدر مهم.

## طبعات وتحقيقات الكتاب
الكتاب اعتنى به وأخرجه: جابر بن عبد الله السريع، في عام 1435هـ، وهو غير مكتمل حتى الآن.